# Propulsore per induzione a impulso
I propulsori per induzione a impulso (Pulsed Inductive Thruster, PIT) sono una forma di propulsore ionico usati nella propulsione spaziale. Un PIT usa campi elettrici e magnetici per accelerare un propellente. Un ugello rilascia uno sbuffo di gas, solitamente ammoniaca o argon, che si diffonde attraverso una spira di induzione piana in filo di circa un metro di diametro. Un gruppo di condensatori rilascia un impulso di corrente elettrica della durata di 10 microsecondi nella spira, generando un campo magnetico radiale. Questo induce un campo elettrico circolare nel gas, ionizzandolo e causando il movimento degli ioni nella direzione opposta a quella dell'impulso di corrente originario. Siccome il loro moto è perpendicolare al campo magnetico, gli ioni vengono accelerati ed espulsi nello spazio.
Diversamente da un propulsore ionico elettrostatico, il PIT non necessita di elettrodi, che sono suscettibili all'erosione, e la sua potenza può essere aumentata semplicemente aumentando il numero di impulsi al secondo. Un sistema di 1 megawatt potrebbe pulsare 200 volte al secondo.